# Castres-Gironde
Castres-Gironde (en occitano Castres de Gironda) es una comuna y población de Francia, en la región de Aquitania, departamento de Gironda, en el Distrito de Burdeos. Pertenece al Cantón de Brède.
Su población en el censo de 2005 era de 1800 habitantes.
Está integrada en la Communauté de communes de Montesquieu.

## Geografía
Castres-Gironde es una comuna de 697 hectáreas, de las cuales cerca del 50% se encuentran arboladas, y un 30% son parte del viñedo AOC Graves, explotado por una decena de castillos. Situada a 25 km de Burdeos, el relieve es poco acentuado allí. El municipio, situado en el cantón de Brède, es limitado por el norte y el oeste por el Garona y el Gât-Mort; por el sur y el este por Saint-Selve y Portets.

## Demografía
| 784 | 904 | 1074 | 1211 | 1349 | 1512 |
| Para los censos de 1962 a 1999 la población legal corresponde a la población sin duplicidades (Fuente: INSEE [Consultar]) |     |      |      |      |      |